# Leotardo

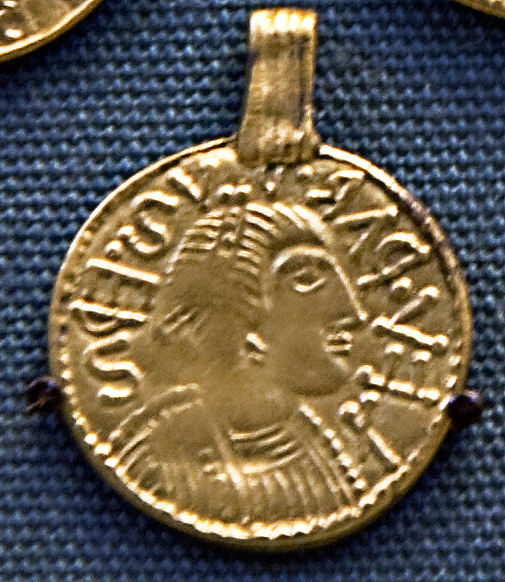
Réplica da Medalha de Leotardo, que mostra o bispo.

Leotardo (Em anglo-saxão: Lēodheard; moderno em francês:  Létard e em inglês:  Liudhard) foi um bispo franco – de onde, não se sabe – e o capelão da rainha Berta de Kent, que ela trouxe com ela do continente ao se casar com o rei pagão Etelberto de Kent. Ele ajudou a fundar a primeira igreja anglo-saxã na Inglaterra, em Cantuária, que era originalmente dedicada a São Martinho.

## Biografia
Acredita-se que ele tenha morrido no final da década de 590 d.C., logo após a chegada da missão gregoriana liderada por Santo Agostinho, uma vez que Beda falha ao não mencionar nenhum detalhe sobre ele. Leotardo foi originalmente enterrado na igreja de São Martinho, mas o arcebispo Lourenço transportou seus restos mortais para a Abadia de Santo Agostinho, na igreja de São Pedro e São Paulo no final do século VII d.C. Ele é considerado localmente como um santo e Goscelin relata uma história de um milagre que ele teria realizado para ajudar o artista e abade do século XI, Spearhafoc, que, em agradecimento, adornou o seu túmulo com "estátuas de enorme tamanho e beleza" do santo e de Berta. 
Ainda de acordo com Goscelin, enquanto Spearhafoc estava trabalhando em imagens de metal na Abadia de Santo Agostinho em Cantuária, ele perdeu um valioso anel que lhe fora dado pela rainha de Eduardo e filha de Goduíno, Edite de Wessex, presumivelmente como material para se utilizar em seu projeto. Em desespero, ele rezou para Leotardo, após o quê o anel foi encontrado. Como agradecimento, ele adornou a tumba do santo com estátuas que pareciam ter o tamanho real. Também de acordo com Goscelin e William de Malmesbury, Leotardo era "especialmente habilidoso em responder apelos por chuva", motivo pelo qual suas relíquias eram carregadas em procissão pelos campos.
Uma moeda (ou "medalha"), conhecida como Medalha de Leotardo, com seu nome, foi encontrada no século XIX numa cova em Cantuária, e é a mais antiga moeda anglo-saxã, embora seja possível que ela não tenha sido utilizada como dinheiro da forma usual. O design é claramente baseado nas moedas continentais contemporâneas, mas com algumas características específicas.